# 소년, 천국에 가다
"소년, 천국에 가다"는 2005년에 개봉한 대한민국의 영화이다.

## 줄거리
엄마와 둘이서 사는 13살 소년 배네모. 네모의 꿈은 바로 미혼모와 결혼하는 것이었다. 그러다 엄마는 하루아침에 세상을 떠났고 엄마가 하던 시계방은 만화방으로 바뀐다. 그리고 네모는 만화방 여주인 부자에게 첫눈에 반했다. 부자 역시 홀로 어린 아들 기철을 키우는 미혼모였다. 네모는 오랜 꿈을 이루기 위해 부자에게 프로포즈까지 하려고 마음먹었지만 하필 프로포즈를 하기로 한 극장에 불이 나는 바람에 천국에 오게 됐다.
하지만 먼저 천국에 와 있었던 네모의 아버지는 크리스마스때까지만 하루를 1년처럼 살게하는 방법으로 아들을 되살려준다. 다시 돌아온 네모는 33살 어른으로 변해있었다. 당황한것도 잠시, 곧 어른의 몸으로 "네모 아버지"라고 속여서 부자에게 접근했고 부자는 여기에 속아 성인 네모에게 첫눈에 반한다. 하지만 네모의 수명은 서서히 줄어들고 있었고 노화까지 진행되고 있었다. 뿐만 아니라 네모와 같은학교 여학생 두부는 네모 아버지 행세를 하는 네모를 의심하기 시작한다.

## 캐스팅
- 염정아 : 부자 역
- 박해일 : 배네모 역
- 오광록 : 배동수 역
- 박은수 : 파출소장 역
- 정진각 : 노인 역
- 김관우 : 어린 네모 역
- 홍수연 : 두부 역
- 류종화 : 기철 역
- 차서원 : 부자동생 역
- 이성민 : 형사 역
- 김진혁 : 순경 역
- 한예린 : 천사소녀 역
- 정세민 : 천사소년 역
- 김해란 : 면도사
- 윤석진 : 국장비서 역
- 손선애 : 아나운서 역
- 최윤정 : 솜사탕창녀
- 이석민 : 꼬마 역
- 이종화 : 불량십대패거리 역
- 김태훈 : 불량십대패거리 역
- 백민홍 : 불량십대패거리 역
- 방인혜 : 캬바레아줌마 역
- 김옥자 : 캬바레아줌마 역
- 손보현 : 캬바레문지기 역
- 윤원희 : 캬바레무희들 역
- 하지숙 : 캬바레무희들 역
- 여아람 : 캬바레무희들 역
- 강유근 : 캬바레디제이 역
- 박광래 : 캬바레춤꾼들 역
- 권정애 : 캬바레춤꾼들 역
- 조상호 : 캬바레춤꾼들 역
- 김영임 : 캬바레춤꾼들 역
- 우규 : 캬바레춤꾼들 역
- 안지영 : 캬바레춤꾼들 역
- 최선경 : 간호사 역
- 고용진 : 버스기사 역
- 조우영 : 제주도사진사 역
- 김만근 : 신혼부부 역
- 이석예 : 신혼부부 역
- 장영석 : 네모닮은청년 역
- 김보라 : 청년애인 역
- 이수일 : 양복점주인 역
- 여경 : 금숙 역
- 안보영 : 극장광고성우 역
- 박미선 : 두부엄마 역(우정출연)
- 이봉원 : 극장관리인 역(우정출연)
- 김홍준 : 국장 역(우정출연)
- 조민수 : 네모엄마 역(특별출연)